# Евроджекпот
Евроджекпот — международная европейская лотерея, впервые запущенная в марте 2012 года. В лотерее в настоящее время участвуют следующие страны: Венгрия, Германия, Дания, Исландия, Испания, Италия, Латвия, Литва, Нидерланды, Норвегия, Польша, Словакия, Словения, Финляндия, Хорватия, Швеция, Чехия, Эстония и Греция. Джекпот устанавливается на начальном уровне 10 000 000 евро и может аккумулироваться до отметки в 120 000 000 евро. Шанс на выигрыш джекпота равен 1 из 139.838.160. Для этого необходимо угадать 5 номеров из 50 плюс ещё 2 дополнительных номера из 12.
Розыгрыш проходит по вторникам и пятницам в 21:00 в Хельсинки. Оценка выигрышных билетов совершается в Германии и Дании.

## Стратегия
|             | Количество совпадений | Вероятность     |
| ----------- | --------------------- | --------------- |
| 1 (джекпот) | 5 + 2                 | 1 : 139.838.160 |
| 2           | 5 + 1                 | 1 : 6.991.907   |
| 3           | 5                     | 1 : 3.107.514   |
| 4           | 4 + 2                 | 1 : 621.502     |
| 5           | 4 + 1                 | 1 : 31.074      |
| 6           | 4                     | 1 : 14.124      |
| 7           | 3 + 2                 | 1 : 13.810      |
| 8           | 2 + 2                 | 1 : 984         |
| 9           | 3 + 1                 | 1 : 705         |
| 10          | 3                     | 1 : 313         |
| 11          | 1 + 2                 | 1 : 187         |
| 12          | 2 + 1                 | 1 : 48          |

До 31 января 2013 года на аккумуляцию джекпота лотереи Евроджекпот стояло ограничение: если джекпот не сорван в течение 12 последовательных розыгрышей, в следующем тираже при условии что ни один игрок не угадает все 7 номеров, первый приз отдается победителю следующей категории. Такая ситуация произошла в августе 2012 года, когда рекордный джекпот в размере 27.545.857,50 евро отошел игроку из Германии, угадавшему 5 главных номеров и только один из дополнительных номеров. После этого организаторы установили «потолок» джекпота в 90 миллионов евро.
В марте 2022 правила игры в очередной раз изменились: верхний предел лотереи увеличился с 90 до 120 миллионов евро, а диапазон дополнительных номеров расширился до 1-12. В результате этого, вероятность выигрыша главного приза лотереи стала такой же, как в Евромиллионах – 1:139.838.160.

## Рекордные выигрыши
| Рейтинг | Дата             | Приз в евро    | Приз в фунтах стерлинга | Страна              |
| ------- | ---------------- | -------------- | ----------------------- | ------------------- |
| 1       | 20 мая 2022      | 110.213.537,30 | 93.215.964,72           | Германия            |
| 2       | 18 марта 2022    | 90.000.000,00  | 75.555.000,00           | Норвегия, Финляндия |
| 2       | 23 августа 2019  | 90.000.000,00  | 82.399.500,00           | Финляндия           |
| 2       | 14 октября 2016  | 90.000.000,00  | 81.022.500,00           | Германия            |
| 2       | 15 января 2021   | 90.000.000,00  | 80.027.550,00           | Германия            |
| 2       | 9 февраля 2018   | 90.000.000,00  | 79.744.500,00           | Финляндия           |
| 2       | 1 мая 2020       | 90.000.000,00  | 79.672.500,00           | Германия            |
| 2       | 28 мая 2021      | 90.000.000,00  | 77.337.000,00           | Германия            |
| 2       | 7 февраля 2020   | 90.000.000,00  | 76.436.550,00           | Германия            |
| 2       | 15 мая 2015      | 90.000.000,00  | 65.506.050,00           | Чехия               |
| 11      | 14 апреля 2017   | 86.970.702,80  | 73.677.230,88           | Финляндия           |
| 12      | 29 июля 2016     | 84.777.435,80  | 71.628.031,62           | Германия            |
| 13      | 25 марта 2016    | 76.766.891,40  | 60.665.419,76           | Германия            |
| 14      | 12 марта 2021    | 63.605.426,90  | 54.458.966,51           | Германия            |
| 15      | 8 февраля 2019   | 63.248.942,30  | 55.367.807,84           | Германия            |
| 16      | 12 сентября 2014 | 61.170.752,70  | 48.811.202,12           | Финляндия           |
| 17      | 20 ноябрь 2020   | 61.083.823,10  | 54.521.901,44           | Германия            |
| 18      | 16 октября 2020  | 58.807.427,70  | 53.326.281,40           | Словакия            |
| 19      | 5 декабря 2014   | 58.693.173,90  | 46.215.005,13           | Германия            |
| 20      | 4 апреля 2014    | 57.275.841,60  | 47.351.370,15           | Финляндия           |
| 21      | 14 июня 2019     | 55.280.363,70  | 49.345.706,53           | Чехия               |
| 22      | 15 марта 2019    | 53.423.674,30  | 45.547.726,51           | Швеция              |
| 23      | 26 мая 2017      | 50.270.035,20  | 43.890.516,38           | Германия            |

## История
Впервые идея создания лотереи Евроджекпот была озвучена несколько лет назад, в 2006 году в качестве потенциального конкурента Евромиллионам. Благодаря тому, что в розыгрыше участвует множество стран, лотерея способна аккумулировать джекпоты гораздо внушительнее, чем одна национальная лотерея. После того, как лотерея Евромиллионы зарекомендовала себя как успешное предприятие, Германия, Финляндия, Дания, Словения, Италия и Нидерланды организовали совместную встречу в Амстердаме в ноябре 2011 года с целью переговоров относительно лотереи ЕвроДжекпот с надеждой запустить розыгрыш уже в 2012 году. После переговоров Эстония также выразила желание присоединиться к лотерее. Испания присоединилась к Евроджекпоту 30 июня 2012 года, ознаменовав это событие благотворительной акцией, по которой Национальное Объединение Инвалидов по Зрению Испании (ONCE) получила дотацию бесплатных билетов. 1 февраля 2013 года к розыгрышу также присоединились Хорватия, Исландия, Латвия, Литва, Норвегия и Швеция.
Впервые билеты ЕвроДжекпота поступили в продажу 17 марта 2012 года, первый тираж прошел в Хельсинки 23 марта 2012 года.

## Правила участия
В лотерее ЕвроДжекпот могут принимать участие жители стран, входящих в официальную группу проведения розыгрыша, то есть Хорватии, Дании, Эстонии, Финляндии, Германии, Чехии, Словакии, Исландии, Италии, Латвии, Литвы, Нидерландов, Норвегии, Польши, Словении, Испании и Швеции. Организаторы лотереи также предоставляют информацию о продаже билетов на официальных сайтах лотереи, на которых также можно посмотреть результаты розыгрышей практически сразу после их проведения.

## Частные операторы
Некоторые интернет сайты поддерживают продажу билетов Евроджекпота онлайн. Такому оператору необходимо иметь регистрацию своей деятельности. В целом лотерейные билеты продаются лицам старше 18 лет, однако возрастной ценз зависит от законодательства конкретной страны.